# Grande Casse
A Grande Casse com 3 855 m é um pico piramidal, e o ponto culminante do Maciço da Vanoise no departamento francês da Saboia.

## Toponímia
A cresta formada pela Grande Casse e pela Grande Motte constitui a linha de separação das águas entre a Vale da Tarentaise a Norte, e o Vale da Maurienne a Sul.
O termo Grande Casse, literalmente a Grande Quebra, deve vir justamente dessa divisão/separação na direcção dos cursos de água.

## Ascensão
A primeira ascensão  foi feita em 8 de Agosto de 1860 por William Mathews, o guia de alta montanha Michel Croz e Étienne Favre